# 碇關站
碇關站（日语：／ Ikarigaseki eki */?）是位於青森縣平川市碇關，屬於東日本旅客鐵道（JR東日本）的奧羽本線車站。

## 車站構造

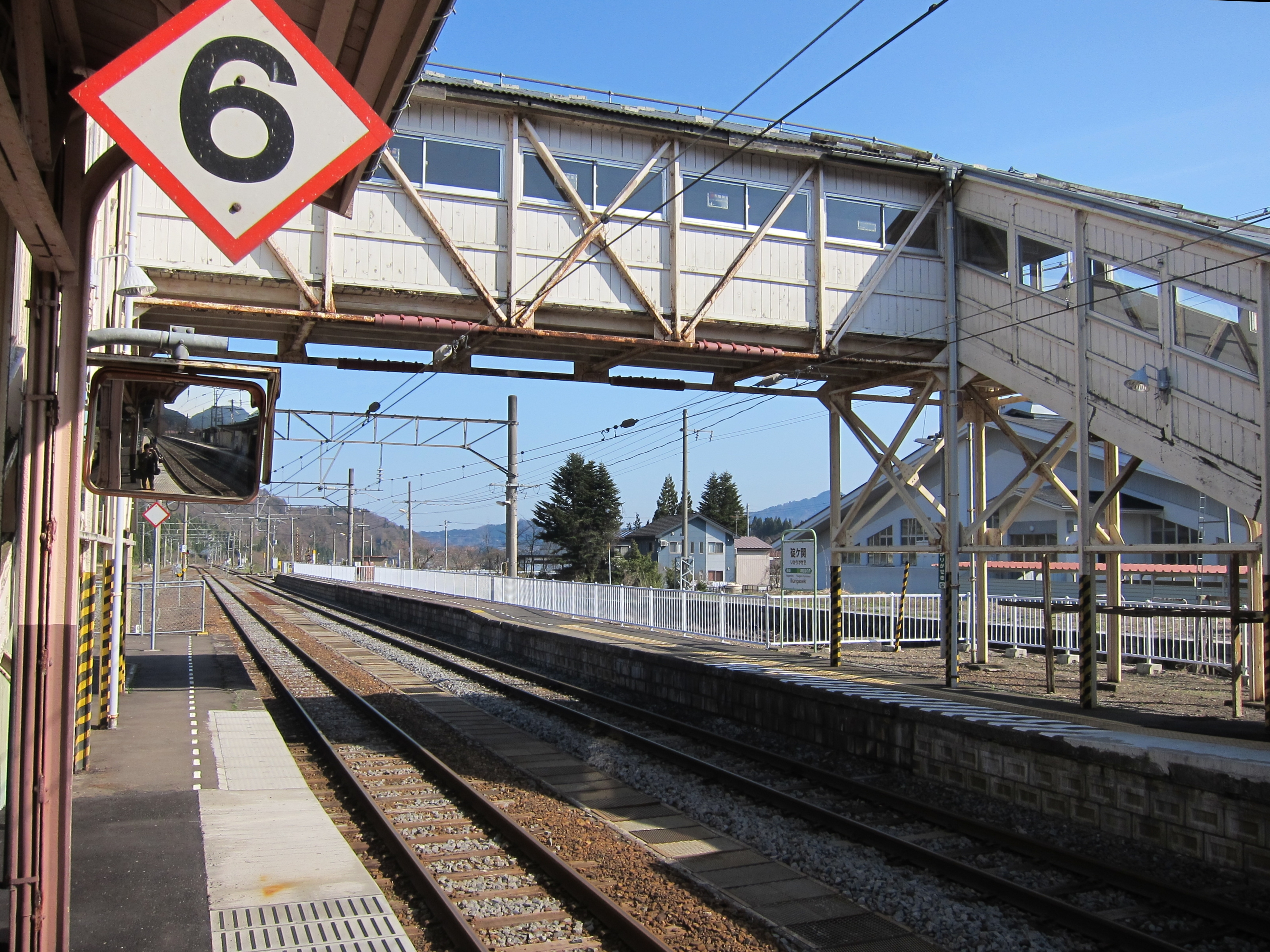
月台

本站是地面車站，設有1面1線的單式月台和1面2線的島式月台。各月台之間透過跨線橋連接。此站是由弘前站管理的簡易委託車站，並委托平川市負責車站業務。站內設有售票櫃臺（設置了POS終端設置，可購入指定票）和飲品自動販賣機。

### 月台
| 月台 | 路線      | 上下行 | 方向                   | 備註             |
| ---- | --------- | ------ | ---------------------- | ---------------- |
| 1    | ■奧羽本線 | 上行   | 大館、秋田方向         |                  |
| 2    | ■奧羽本線 | 上行   | 大館、秋田方向         | 部分普通列車使用 |
| 2    | ■奧羽本線 | 下行   | 弘前、新青森、青森方向 | 部分普通列車使用 |
| 3    | ■奧羽本線 | 下行   | 弘前、新青森、青森方向 |                  |

現時每天有兩班由弘前開出的區間車以本站為終點站，其中一班會於本站折返弘前，另一班到站後則不設回程。區間列車全停靠於2號月台。部分普通列車也會停靠2號月台。

## 歷史
- 1895年10月21日：官設鐵道弘前站至此站之間開業，此站啟用，為一般車站。當時車站位於南津輕郡碇關村（日语：碇ヶ関村）[1]。
- 1899年6月21日：此站至白澤站之間開業。
- 1909年10月12日：制定路線名稱，此站成為奥羽本線車站。
- 1984年4月1日：改為簡易委託車站。
- 1987年4月1日：隨國鐵分割民營化，車站由東日本旅客鐵道（JR東日本）營運。
- 2016年3月26日：快速列車加停本站[3]。

## 使用狀況
根據「JR東日本」的資料，在2019年度（令和元年度）1日平均乘車人次為76人。
以下列出近年乘車人次變化：
| 年度               | 1日平均 乘車人次 | 參考資料        |
| ------------------ | ---------------- | --------------- |
| 2000年（平成12年） | 211              | [ 利用客数 2 ]  |
| 2001年（平成13年） | 210              | [ 利用客数 3 ]  |
| 2002年（平成14年） | 185              | [ 利用客数 4 ]  |
| 2003年（平成15年） | 182              | [ 利用客数 5 ]  |
| 2004年（平成16年） | 158              | [ 利用客数 6 ]  |
| 2005年（平成17年） | 137              | [ 利用客数 7 ]  |
| 2006年（平成18年） | 135              | [ 利用客数 8 ]  |
| 2007年（平成19年） | 139              | [ 利用客数 9 ]  |
| 2008年（平成20年） | 148              | [ 利用客数 10 ] |
| 2009年（平成21年） | 161              | [ 利用客数 11 ] |
| 2010年（平成22年） | 141              | [ 利用客数 12 ] |
| 2011年（平成23年） | 122              | [ 利用客数 13 ] |
| 2012年（平成24年） | 113              | [ 利用客数 14 ] |
| 2013年（平成25年） | 121              | [ 利用客数 15 ] |
| 2014年（平成26年） | 112              | [ 利用客数 16 ] |
| 2015年（平成27年） | 113              | [ 利用客数 17 ] |
| 2016年（平成28年） | 98               | [ 利用客数 18 ] |
| 2017年（平成29年） | 87               | [ 利用客数 19 ] |
| 2018年（平成30年） | 79               | [ 利用客数 20 ] |
| 2019年（令和元年） | 76               | [ 利用客数 1 ]  |

## 車站周邊
- 國道7號
- 青森縣道237號碇關停車場線（日语：青森県道237号碇ケ関停車場線）
- 青森縣道202號碇關大鱷停車場線（日语：青森県道202号碇ケ関大鰐停車場線）
- 道之驛碇關（日语：道の駅いかりがせき）
- 黑石警署（日语：黒石警察署） 碇關駐在所
- 弘前地區消防事務組合（日语：弘前地区消防事務組合）平川消署 碇關分署
- 碇關郵局
- 津輕弘前農業協同組合（日语：つがる弘前農業協同組合）碇關分店
- 平川市政廳 碇關綜合分所（前碇關村（日语：碇ヶ関村）公所）
- 平川市立碇關中學（日语：平川市立碇ヶ関中学校）
- 平川市立碇關小學（日语：平川市立碇ヶ関小学校）
- 碇關溫泉鄉（日语：碇ヶ関温泉郷）[1]
- 弘南巴士（日语：弘南バス）「碇關站前」巴士站

## 其他
- 由JR東日本發售的「津輕區域通票（日语：津軽フリーパス）」中，其使用範圍最南車站。
- 在東北新幹線新青森站啟用時拍攝的廣告中[4]，曾經在此站取景。

## 相鄰車站
東日本旅客鐵道（JR東日本）
■奧羽本線
- 特急「津輕」停車站

□快速
大館－碇關－大鱷溫泉
■普通
陣場－津輕湯之澤*－碇關－長峰
*所有列車會在冬季期間（部分列車為全年）通過津輕湯之澤站。

### 使用狀況
1. 1 2  . 東日本旅客鉄道.   [2020-07-18]. （原始内容存档于2020-07-10） （日语）.
2. ↑  . 東日本旅客鉄道.   [2019-02-20]. （原始内容存档于2018-02-13） （日语）.
3. ↑  . 東日本旅客鉄道.   [2019-02-20]. （原始内容存档于2019-04-02） （日语）.
4. ↑  . 東日本旅客鉄道.   [2019-02-20]. （原始内容存档于2019-04-02） （日语）.
5. ↑  . 東日本旅客鉄道.   [2019-02-20]. （原始内容存档于2019-04-02） （日语）.
6. ↑  . 東日本旅客鉄道.   [2019-02-20]. （原始内容存档于2019-04-02） （日语）.
7. ↑  . 東日本旅客鉄道.   [2019-02-20]. （原始内容存档于2017-08-08） （日语）.
8. ↑  . 東日本旅客鉄道.   [2019-02-20]. （原始内容存档于2019-03-27） （日语）.
9. ↑  . 東日本旅客鉄道.   [2019-02-20]. （原始内容存档于2017-08-08） （日语）.
10. ↑  . 東日本旅客鉄道.   [2019-02-20]. （原始内容存档于2019-04-02） （日语）.
11. ↑  . 東日本旅客鉄道.   [2019-02-20]. （原始内容存档于2019-04-02） （日语）.
12. ↑  . 東日本旅客鉄道.   [2019-02-20]. （原始内容存档于2016-03-27） （日语）.
13. ↑  . 東日本旅客鉄道.   [2019-02-20]. （原始内容存档于2019-04-02） （日语）.
14. ↑  . 東日本旅客鉄道.   [2019-02-20]. （原始内容存档于2019-04-02） （日语）.
15. ↑  . 東日本旅客鉄道.   [2019-02-20]. （原始内容存档于2016-03-04） （日语）.
16. ↑  . 東日本旅客鉄道.   [2019-02-20]. （原始内容存档于2019-03-26） （日语）.
17. ↑  . 東日本旅客鉄道.   [2019-02-20]. （原始内容存档于2019-03-23） （日语）.
18. ↑  . 東日本旅客鉄道.   [2019-02-20]. （原始内容存档于2019-02-14） （日语）.
19. ↑  . 東日本旅客鉄道.   [2019-07-08]. （原始内容存档于2019-03-25） （日语）.
20. ↑  . 東日本旅客鉄道.   [2019-07-08]. （原始内容存档于2019-07-05） （日语）.

## 外部連結
- 車站資訊（碇關）：東日本旅客鐵道（日語）